# カデシュ

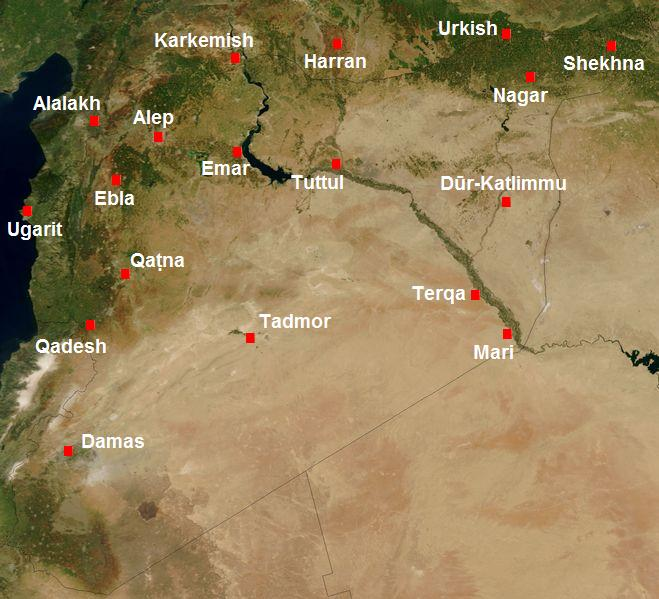
古代オリエントの地図

カデシュ（Qadesh、Kadeshの表記もあり）は古代のシリアにあった都市。オロンテス川に面していた。現在のシリア西部の大都市ホムスから24km南西にあるテル・ネビ・メンド（Tell Nebi Mend）という遺跡がカデシュの跡とされる。
カデシュは、エジプト第18王朝のファラオ・トトメス3世の遠征に対抗してレバントの都市国家群が連合を組んだ際、連合を指揮したカナン人の二つの都市国家のうちの一つとして歴史に登場する（もう一つはメギド）。エジプトに対抗する連合を組むにあたり、カデシュ（アッカド語のアマルナ文書では「Qidshu」の名で現れる）はおそらく、エジプトとレバントを争う北の大国ミタンニの王に指揮されていたと考えられる。
メギドの戦いでカナン連合軍が大敗すると、カデシュ含めシリア南部の都市国家群の上にエジプトの覇権が広がった。カデシュの王とエジプトのファラオアメンホテプ4世の間に交わされた書簡もアマルナ文書の中に残っている。アマルナ文書など同時代の記録には、スッタルナ（Suttarna、紀元前1350年頃）、エタッカマ（Etakkama、紀元前1340年代頃）、アリ＝テシュブ（Ari-Teshub、紀元前1330年 - 1325年頃）という3人のカデシュ王の名が伝わっており、自らをエジプト王の臣下と述べている。
アメンホテプ4世の後はカデシュはエジプトに属さず、ツタンカーメンとホルエムヘブは両方ともヒッタイトからカデシュを奪回するのに失敗した。第19王朝のセティ1世のシリア遠征では、都市を防衛しようとするヒッタイト軍を破りカデシュを攻め落とした。セティ1世は息子ラムセス2世とともに意気揚々と市内へ入り、勝利の記念碑を建てた。しかしこの勝利は一時のもので、セティ1世がエジプトに帰るとすぐにヒッタイトの王ムルシリ2世が南へ進軍しカデシュを占領した。ヒッタイトは、カルケミシュに置いた副王を通じてカデシュを支配したものの、カデシュはシリアにおけるヒッタイトの要塞と化した。
こうしてカデシュは、古代世界の戦争の中で最も多くの文献が残っている戦争であり、紀元前13世紀の大国同士の決戦である「カデシュの戦い」の舞台となる。およそ150年にわたりエジプトの臣下であったカデシュはヒッタイトの宗主権の下へと離反したため、カデシュは対立する二大国の間の前線となった。ヒッタイトの台頭と南下に対し、エジプトのファラオラムセス2世は軍事力での反撃を選んだ。
カデシュでの戦いは、エジプト側の大敗であるかに見えた。ヒッタイトのスパイはエジプト側にヒッタイト軍が実際より遠方にいるように信じさせたため、ヒッタイトはエジプト軍の陣地に奇襲することに成功した。エジプト軍ははるか遠方にいるはずのヒッタイト軍が出現したことに驚き総崩れになろうとしたが、ヒッタイトへの敵意に満ちるエジプト側は踏みとどまった。ラムセス2世は主導権を握り返し、戦闘は膠着状態のまま、双方が勝利を主張する中引き分けとなり記録に残る最古の平和条約が結ばれた。しかし、カデシュは、この戦い以後もヒッタイトの支配下に置かれた。
遠方にいると思われていたヒッタイトの軍勢に襲撃され苦戦、援軍が駆けつけたことにより（ラムセス２世は）窮地から脱した。記録では双方が（相手国に）勝利したと記されているという。
その後もシリアの有力都市国家であったが、紀元前12世紀にレバントやアナトリアの他の都市同様「海の民」の侵略を受け破壊され、その後再建されなかった。